# Vwanji jezik
Vwanji jezik (kivwanji, kiwanji, wanji; ISO 639-3: wbi), nigersko-kongoanski jezik iz centralne skupine bantu jezika, kojim govori 28 000 ljudi (SIL 2003) u tanzanijskoj regiji Iringa..
S još osam jezika čini podskupinu bena-kinga (G.60). Etnička grupa zove se Vwanji (ratari)

## Vanjske poveznice
- Ethnologue (14th)
- Ethnologue (15th)